# Sabarimala
Sabarimala (malayalam: ശബരിമല) es un centro de peregrinación hindú ubicado en el distrito de Pathanamthitta en Kerala. Constituye la mayor peregrinación  anual de la India con un total estimado de 45 a 50 millones de visitantes al año. Se cree que Sabarimala es el lugar donde el Dios hindú Ayyappan meditó luego de matar al poderoso demonio Mahishi. El templo de Ayyappan se encuentra rodeado de 18 colinas, situado en la cima de una de ellas a una altitud de 469 metros sobre el nivel del mar , rodeado de espesos bosques. 
Sabarimala está vinculada a la peregrinación hindú, especialmente para hombres de todas las edades. No se permite la entrada a las mujeres entre los 10 y los 50 años de edad, porque la leyenda atribuye a Ayyappa haber prohbibido la entrada de mujeres en edad de menstruar. Esto se debe a que Ayyappan es un Bramachari (célibe). El templo está abierto para la adoración solamente durante los días del Mandalapooja (aproximadamente del 15 de noviembre al 26 de diciembre), para Makaravilakku (14 de enero) y  Vishu (14 de abril), y los primeros seis días de cada mes de Malayalam.

## La peregrinación

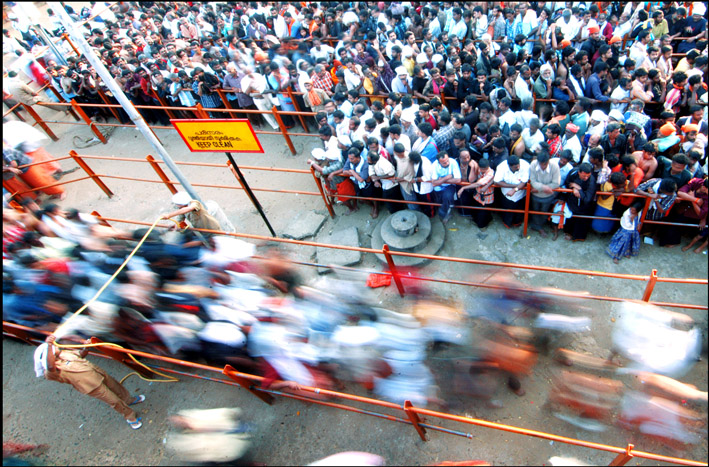
Manejo de las multitudes en peregrinación.

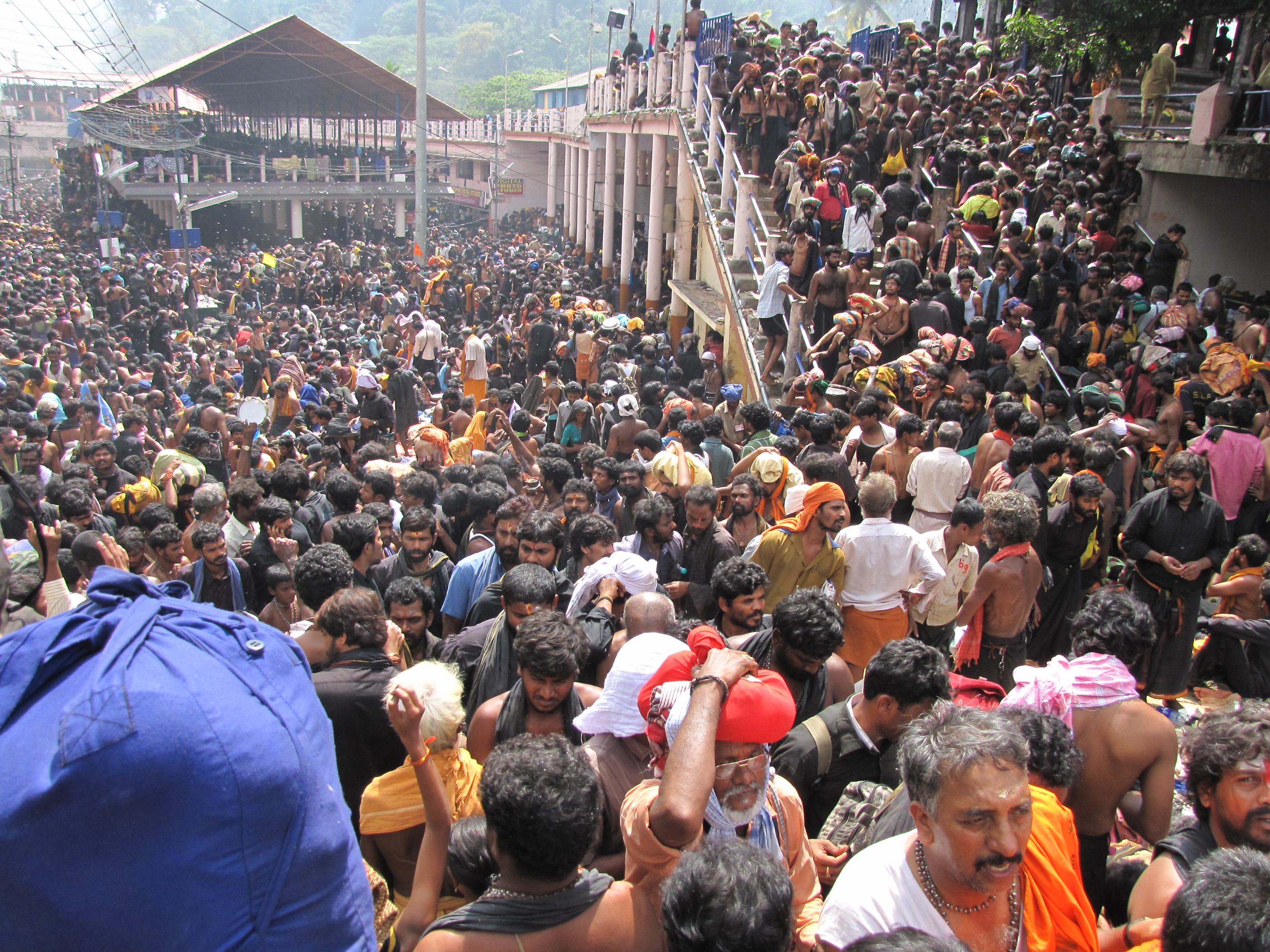
Multitud de peregrinos.

Se espera que los devotos sigan un vratham, es decir, una penitencia de 41 días antes de la peregrinación. Comienza con el uso de una guirnalda especial ( Mala ) hecha con cuentas o semillas de Rudraksha o Tulasi. A partir de allí deben abstenerse de ingerir alimentos no vegetarianos, excepto alcohol, lácteos y tabaco, de relaciones sexuales, de usar lenguaje obsceno y de afeitarse o cortarse el pelo. También debe realizar baños dos veces al día, concurrir al templo local con regularidad  y usar utilizar ropa tradicional de color negro, azul o azafrán.  
Cientos de devotos aún siguen la ruta tradicional entre las montañas, aproximadamente 45 km de Erumely, en la creencia de que los llevará el mismo Ayyappa. La gente sale de Erumely hacia el río Azhutha, luego cruza las montañas de Azhutha hasta alcanzar Kariyilam thodu . Luego viene el cruce sagrado de Karimala, de allí a Cheriyanavattom, Valiyanavattom y finalmente el río Pamba por una ruta alternativa. A partir de entonces deben ascender unos 4 km en un camino de montaña, hoy organizado con tiendas y asistencia médica, pero que era en su momento un mero sendero a través del denso bosque.

## Otros templos famosos cercanos
- Templo Sree Dharma Sastha , Ranni-Perunad  [ശബരിമലയില്‍ ചാര്‍ത്തിയ ശേഷം തിരുവാഭരണങ്ങള്‍ മടക്കയാത്രയില്‍ ഇവിടെ ചാര്‍ത്തുന്നു (ജനുവരി 21 )]
- Templo Lord Murugan , Erumpoonnikara, Erumely, Kottayam
- Templo Nilakkal, Pathanamthitta
- Templo Malayalappuzha , Pathanamthitta
- Templo Aranmula Parthasarathy
- Templo Rektha Kanda Swamy, Omallur,  Pathanamthitta
- Templo Shri Dharma Sastha, Sasthamcotta,  Kollam
- Templo Mahadeva, Chengannur
- Templo Srevallabha, Thiruvalla
- Templo Kaviyoor Anjaneya, Thiruvalla
- Templo Chettikulangara Devi, Mavelikkara
- Templo Mannarasala, Harippad
- Templo Subramanya, Harippad
- Templo Chakkulathukavu, Thiruvalla
- Templo Kandiyoor Mahashiva, Mavelikkara
- Templo Chunakkara Mahadeva, Mavelikkara
- Templo Padanilam Parabrahma , Padanilam
- Templo Thrikuratti Maha Deva, Mannar
- Templo Perumpetty Sree Mahadevar, Perumpetty
- Templo Ayroor Rameswaram Sree Mahadeva   [ Ayroor ]
- Templo Ayroor Puthiyakavu Devi           [ Ayroor ]
- Templo Ayroor Madam Sree Subrahmanyaswami  [ Ayroor ]
- Templo Edappavoor Devi                    [ Ayroor ]
- Templo Putan Sabarimala                    [ Ayroor ]
- Templo Bhagavathikunnu Devi  [Elanthoor]
- Templo Ganapathi  [Elanthoor]
- Templo Sree Dharmasasthra  [Elanthoor]
- Templo Sree Dharmasasthra  Ranni-Perunad